# Jean Bauer
Pour les articles homonymes, voir Bauer.
Jean Bauer, (né le 23 janvier 1914 à Laval et mort le 30 mai 2005 à Angers) est un luthier français.

## Biographie
Il était l'incontestable chef de file de la lutherie française et, dans le domaine de la création, très certainement l'un des plus grands luthiers du XXe siècle. Il fait ses études de lutherie à Mattaincourt, près de Mirecourt, chez Marius Didier. 
En 1941, après avoir voulu s'installer au Havre, il s'installe finalement à Angers, car il voulait une ville pas trop éloignée de Paris, mais qui lui offrirait de bonnes conditions pour la création (contrairement au Havre, qui subissait de plein fouet les bombardements de la Seconde Guerre mondiale). Jean Bauer s’est impliqué dans la vie culturelle angevine dès son arrivée dans la ville. Il vend son premier violon en 1942 à Charles Bardon, musicien professionnel. Quelque six cents musiciens du monde entier ont le privilège de posséder un Bauer, un instrument conçu par ce maître luthier. 
En 1954, il remporte le prix de lutherie du concours international de Liège avec un quatuor nommé « Le Luth et la Rose ».
Avec de grands confrères, et notamment Étienne Vatelot, il sera à l'origine de la création de l'École nationale de lutherie de Mirecourt, le cœur battant de la lutherie française.
Président depuis 1962 de la Société des concerts populaires, il a œuvré pour la création d’un orchestre permanent, le futur Orchestre national des Pays de la Loire (ONPL).
De 1963 à 1972, il préside le Comité angevin d’action culturelle, qui a permis l’installation à Angers d’une maison de la culture. 
En 1975, il lance une programmation de musique de chambre qui prend en 1982 le nom de Mardis musicaux. 
Jean Bauer est mort le 30 mai 2005 à l'âge de 91 ans.
Il a passé le flambeau à son fils Jacques Bauer.[réf. souhaitée]